# Robert Ellis (scenografo)
Robert Ellis, nato Robert James Jago (Pasadena, 5 settembre 1888 – Hollywood, 20 maggio 1935), è stato uno scenografo statunitense.

## Filmografia
- An Arabian Knight, regia di Charles Swickard (1920)
- Black Roses, regia di Colin Campbell (1921)
- The Girl I Loved, regia di Joseph De Grasse (1923)
- The Return of Chandu